# President de Guinea Bissau
El President és el Cap d'Estat de Guinea Bissau. El càrrec fou creat el 1973.

## Presidents de Guinea Bissau (1973–present)
Partit Africà per la Independència de Guinea i Cap Verd (PAIGC)

      Partit de Renovació Social (PRS)
| №   | Retrat | Nom (Naixement–mort)                                | Mandat                 | Mandat                 | Partit          |
| --- | ------ | --------------------------------------------------- | ---------------------- | ---------------------- | --------------- |
| 1   |        | Luís Cabral (1931–2009)                             | 24 de setembre de 1973 | 14 de novembre de 1980 | PAIGC           |
| 2   |        | João Bernardo Vieira (1939–2009)                    | 14 de novembre 1980    | 14 de maig de 1984     | PAIGC / Militar |
| —   |        | Carmen Pereira (1937–2016) Presidenta interina      | 14 de maig de 1984     | 16 de maig de 1984     | PAIGC           |
| (2) |        | João Bernardo Vieira (1939–2009)                    | 16 de maig de 1984     | 7 de maig de 1999      | PAIGC           |
| —   |        | Ansumane Mané (c. 1940–2000)                        | 7 de maig de 1999      | 14 de maig de 1999     | Militar         |
| —   |        | Malam Bacai Sanhá (1947–2012) President interí      | 14 de maig de 1999     | 17 de febrer de 2000   | PAIGC           |
| 3   |        | Kumba Ialá (1953–2014)                              | 17 de febrer de 2000   | 14 de setembre de 2003 | PRS             |
| —   |        | Veríssimo Correia Seabra (1947–2004)                | 14 de setembre de 2003 | 28 de setembre de 2003 | Militar         |
| —   |        | Henrique Pereira Rosa (1946–2013) President interí  | 28 de setembre de 2003 | 1 d'octubre de 2005    | Independent     |
| (2) |        | João Bernardo Vieira (1939–2009)                    | 1 d'octubre de 2005    | 2 de març de 2009      | Independent     |
| —   |        | Raimundo Pereira (1955–) President interí           | 3 de març de 2009      | 8 de setembre de 2009  | PAIGC           |
| 4   |        | Malam Bacai Sanhá (1947–2012)                       | 8 de setembre de 2009  | 9 de gener de 2012     | PAIGC           |
| —   |        | Raimundo Pereira (1955–) President interí           | 9 de gener de 2012     | 12 d'abril de 2012     | PAIGC           |
| —   |        | Mamadu Ture Kuruma (1947–)                          | 12 d'abril de 2012     | 11 de maig de 2012     | Militar         |
| —   |        | Manuel Serifo Nhamadjo (1958–2020) President interí | 11 de maig de 2012     | 23 de juny de 2014     | Independent     |
| 5   |        | José Mário Vaz (1957–)                              | 23 de juny de 2014     | 27 de febrer de 2020   | PAIGC           |
| 6   |        | Umaro Sissoco Embaló (1972-)                        | 27 de febrer de 2020   | en el càrrec           | PAIGC           |